# Walter Eisfeld
Walter Eisfeld (* 11. Juli 1905 in Halle; † 3. April 1940 in Dachau) war ein deutscher SS-Sturmbannführer und Lagerkommandant des KZ Sachsenhausen und des KZ Neuengamme.

## Leben
Eisfeld absolvierte eine landwirtschaftliche Lehre und war anschließend als Landwirt tätig. Von 1925 bis 1933 hatte er eine Anstellung bei der Stadt Halle.
Er war seit seiner Jugend von der Armee angetan, schloss sich der Organisation Roßbach und 1924 den Artamanen an. Nach dem 1923 erfolgten Beitritt zum Jugendbund der NSDAP trat er zum 15. Mai 1925 der NSDAP (Mitgliedsnummer 4.802) und 1927 der SA bei. Eisfeld wechselte Anfang Oktober 1929 von der SA zur SS über (SS-Nummer 1.996) und war dort ab 1933 hauptamtlich beschäftigt.
Ab November 1936 war er Mitglied der 7. SS-Standarte „Friedrich Schlegel“. Mitte Juni 1938 wurde er als Angehöriger der SS-Totenkopfstandarte „Oberbayern“ zunächst im KZ Dachau eingesetzt und später im KZ Sachsenhausen. Im KZ Sachsenhausen stieg er schnell zum Ersten Schutzhaftlagerführer auf und übernahm vertretungsweise im Oktober 1939 den Posten des Lagerkommandanten im KZ Sachsenhausen von Hermann Baranowski. Eine scheinbar rückläufige Disziplin der Häftlinge, die Heinrich Himmler während einer Inspektion des Lagers im Januar 1940 bemängelte, führte zu seiner Versetzung als Lagerkommandant in das KZ Neuengamme. In Neuengamme wurde Eisfeld, der durch seine Brutalität unter den Häftlingen schnell bekannt wurde, von diesen als „eiskalt“ bezeichnet. Eisfeld verstarb im April 1940 in Dachau an einer Lungenentzündung.